# Director of Policy Planning
Der Director of Policy Planning ist der durch das amerikanische Außenministerium offiziell eingesetzte leitende Sachbearbeiter der internen Denkfabrik Policy Planning Staff.
Diese Position ist eine der angesehensten Positionen im amerikanischen Außenministerium und wurde bisher, den Traditionen entsprechend, durch eine der intellektuellsten Personen bezüglich der Auslandspolitik bekleidet. So wurde die Stelle zum Beispiel bereits von zwei nationalen Sicherheitsberatern der Vereinigten Staaten, einem Präsidenten der Weltbankgruppe und mehreren Präsidenten des Council on Foreign Relations besetzt.

## Bisherige Direktoren desPolicy Planning Staff

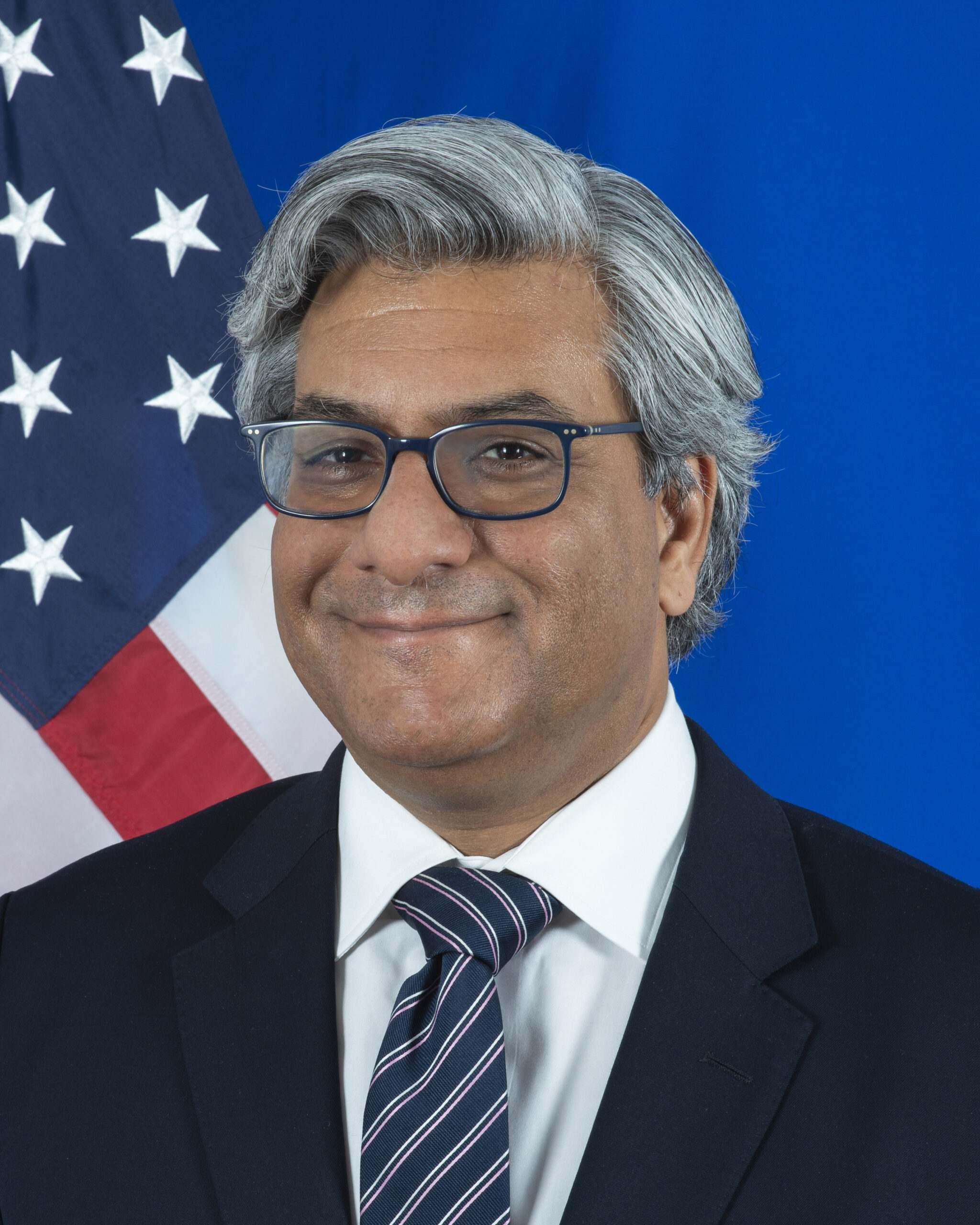
Salman Ahmed, derzeitiger Director of Policy Planning

| Zeitraum  | Name                 | Anmerkung                                                                                          | Einzelnachweise |
| --------- | -------------------- | -------------------------------------------------------------------------------------------------- | --------------- |
| 1947–1949 | George F. Kennan     | ehemaliger Botschafter für die Sowjetunion und Jugoslawien                                         |                 |
| 1950–1953 | Paul Nitze           | 1963–1967 Marinestaatssekretär                                                                     |                 |
| 1953–1957 | Robert R. Bowie      | |                 |
| 1957–1961 | Gerard C. Smith      | 1968–1973 Direktor der US-Rüstungskontroll- und Abrüstungsbehörde                                  |                 |
| 1961      | George C. McGhee     | Ambassador at Large unter Präsident Lyndon B. Johnson                                              |                 |
| 1961–1966 | Walt Whitman Rostow  | nationaler Sicherheitsberater unter Präsident Lyndon B. Johnson                                    |                 |
| 1966–1969 | Henry D. Owen        | Ambassador at Large unter Präsident Jimmy Carter                                                   |                 |
| 1969–1973 | William I. Cargo     | 1973–1976 Botschafter in Nepal                                                                     |                 |
| 1973      | James S. Sutterlin   | |                 |
| 1973–1977 | Winston Lord         | 1977–1985 Präsident des Council on Foreign Relations, 1985–1989 Botschafter in China               |                 |
| 1977–1981 | Anthony Lake         | nationaler Sicherheitsberater unter Präsident Bill Clinton                                         |                 |
| 1981–1982 | Paul Wolfowitz       | ehemaliger Präsident der Weltbankgruppe und stellvertretender Verteidigungsminister                |                 |
| 1983–1984 | Stephen W. Bosworth  | Dekan der Fletcher School, ehemaliger Botschafter für Südkorea und die Philippinen                 |                 |
| 1984–1986 | Peter Rodman         | ehemaliger assistierender Sekretär für Verteidigung der internationalen Sicherheitsangelegenheiten |                 |
| 1986–1989 | Richard H. Solomon   | |                 |
| 1989–1992 | Dennis Ross          | ein durch George Bush und Bill Clinton eingesetzter Diplomat für Nahost-Angelegenheiten            |                 |
| 1993–1994 | Samuel W. Lewis      | 1977–1985 Botschafter in Israel                                                                    |                 |
| 1994–1996 | James Steinberg      | |                 |
| 1997–1998 | Gregory B. Craig     | |                 |
| 1998–2001 | Morton Halperin      | |                 |
| 2001–2003 | Richard N. Haass     | 2003–2023 Präsident des Council on Foreign Relations, Autor, Denker und Politiker                  |                 |
| 2003–2005 | Mitchell Reiss       | ein durch George W. Bush eingesetzter Diplomat für Nordirland                                      |                 |
| 2005–2007 | Stephen D. Krasner   | Professor für Politikwissenschaft an der Stanford University                                       |                 |
| 2007–2009 | David F. Gordon      | |                 |
| 2009–2011 | Anne-Marie Slaughter | |                 |
| 2011–2013 | Jake Sullivan        | |                 |
| 2013–2015 | David McKean         | |                 |
| 2015–2017 | Jonathan Finer       | |                 |
| 2017–2018 | Brian Hook           | |                 |
| 2018–2019 | Kiron Skinner        | |                 |
| 2019–2021 | Peter Berkowitz      | |                 |
| 2021–2025 | Salman Ahmed         | |                 |
| seit 2025 | Michael Anton        | | [ 1 ]           |